# Charles Calvert, 3:e baron Baltimore
Charles Calvert, 3:e baron Baltimore, född den 27 augusti 1637, död den 21 februari 1715, var  länsherre (Lord Proprietor) av provinsen Maryland 1675–1689. Han var son till Cecil Calvert, 2:e baron Baltimore och Anne Arundell.
Calvert utsändes 1662 av sin far som guvernör till Maryland, ärvde 1675 dennes rättigheter över kolonin och återvände 1684 till hemlandet. Han fortsatte faderns moderata politik och motsatte sig ihärdigt den engelska kyrkans försök att omintetgöra den religiösa tolerans, som varit en ledande grundsats för familjen Calvert vid dess kolonisationsföretag.